# Castillo de Alvor
El Castillo de Alvor, también llamado Castillo de Albur o Fuerte de Alvor, está situado en la ciudad y parroquia de Alvor, municipio de Portimão, Distrito de Faro, en Portugal.
En una posición dominante sobre una colina, frente al Océano Atlántico, se considera un expresivo monumento militar en el Algarve, teniendo su historia asociada a la del vecino Castillo de Silves.

## Historia

### Antecedentes
Recientes investigaciones arqueológicas han demostrado que la ocupación humana temprana de este lugar es muy antigua, habiéndose localizado aquí Ipses, un importante centro comercial prerromano fortificado, que mantuvo su actividad durante la Ocupación romana y posteriormente. En la época de la ocupación musulmana, el sistema defensivo de este asentamiento se engrosó, aunque los estudiosos aún no lo entienden del todo: la defensa que proporcionaba el castillo morisco se reforzó con reductos complementarios, entre éste y el mar.

### El castillo medieval
En el marco de la campaña de la conquista de Silves, Sancho I de Portugal (1185-1211), intentó la toma de Alvor a partir de 1187. Más tarde, con el refuerzo de una armada de Cruzados procedentes de Dinamarca y Frisia, asaltaron y conquistaron el Castillo de Alvor'' (1189), anticipándose al asedio y toma del Castillo de Silves, en cuya dependencia se registraron. La posición de Silves estuvo en manos de la cristianos hasta 1191.
Aunque se mantuvo como uno de los principales asentamientos del Algarve, debido a la excelencia de su ensenada, habiendo muerto aquí el rey D. João II (1481-1495), no se ha localizado información sobre la evolución de la arquitectura militar de la ciudad y su castillo.
En la época de la dinastía filipina, en la transición del siglo XVI al XVII, en el contexto de los conflictos entre España y las potencias del Norte, se modernizaron y reforzaron las fortificaciones marítimas del Algarve. Sobre Alvor, Alexandre Massai, ingeniero militar napolitano al servicio de España, se refirió a su defensa como una fortaleza pequeña y cuadrada (Descripção do Reino do Algarve..., 1621),   ineficaz a la vista de la capacidad de la artillería de la época. Esta razón contribuyó al abandono de la estructura en favor de nuevas fortificaciones, que concentraron las fuerzas en puntos clave de la costa sur de Portugal.
Ante la pérdida de su función defensiva, el castillo fue progresivamente envuelto por el crecimiento del asentamiento a lo largo de los siglos, llegando a caer en ruinas.

### Desde elsigloXXhasta la actualidad
A finales del siglo XX, el castillo fue considerado como Bien de Interés Público, por Decreto de 25 de junio de 1984, habiéndose transformado en un jardín infantil, en conmemoración de la conquista cristiana de la villa.

## Características

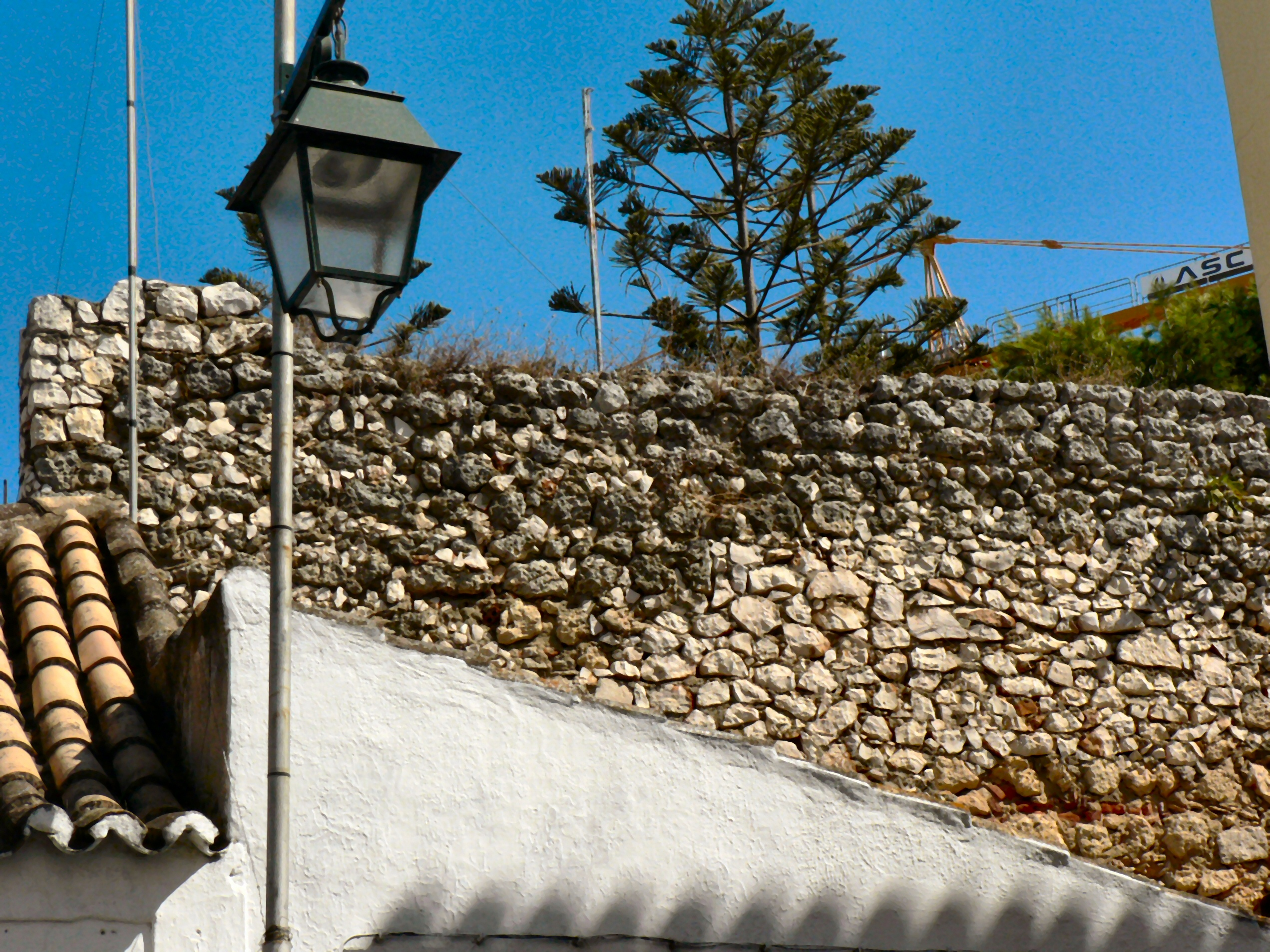
Castelo de Alvor, Portugal: aspecto de la muralla en tirantes de piedra irregulares

El castillo presenta plano cuadrangular, con sus murallas, a la manera islámica, erigidas con bloques de piedra irregulares dispuestos horizontalmente, elevándose a más de cinco metros de altura en varios tramos. La existencia de un adarve se deduce de la existencia de una escalera adosada al tramo sur de la muralla, aunque el estado actual del monumento no permite afirmar si los muros eran de crestería.
La puerta principal de acceso, en forma de codo, es el último elemento original que queda, y se cree que originalmente estaba defendida por una torre del homenaje. Al este se encuentran los restos de una torre que, según su altura, habría permitido observar el movimiento en la ensenada.
Se cree que el actual castillo de Alvor sólo corresponde a la primitiva alcazaba islámica. El pueblo también debió de estar rodeado originalmente por un recinto amurallado, que no ha sobrevivido hasta nuestros días.